# Michael Frayn
Michael Frayn, född 8 september 1933 i London, England, är en brittisk författare och dramatiker. 
I Sverige är Frayn mest känd som författare till pjäserna Rampfeber (Noises Off) och Köpenhamn (Copenhagen), men Frayn har skrivit en lång rad framgångsrika pjäser som spelats över hela världen. 
Hans romaner, såsom Med huvudet före och Spioner, har också blivit stora framgångar och gjort Frayn till en av de få författare som är lika framgångsrik som dramatiker som prosaförfattare. Frayn har varit verksam som krönikör (företrädesvis i The Guardian), dokumentärfilmare och Tjechovöversättare. Han ligger också bakom manus till filmen Ursäkta, vad är klockan? med John Cleese i huvudrollen.
I boken Stage Directions. Writing on Theatre 1970-2008 skriver Frayn om alla sina egna pjäser från The Two of Us (1970) till Afterlife (2008) och om sina översättningar av Anton Tjechovs pjäser. 
2003 tackade Frayn nej till att bli adlad, och sällade sig därmed till en exklusiv skara bestående av bland andra Aldous Huxley, Harold Pinter och David Bowie.

### Romaner
- The Tin Men (1965)
- The Russian Interpreter (1966)
- Towards the End of the Morning (1967)
- A Very Private Life (1968)
  - Det blir en gång (översättning Brita Dahlman, Norstedt, 1971)
- Sweet Dreams (1973)
- The Trick of It (1989)
- A Landing on the Sun (1991)
- Now You Know (1993)
- Headlong  (1999)
  - Med huvudet före (översättning Thomas Andersson, Wahlström & Widstrand, 2000)
- Spies (2002)
  - Spioner (översättning Thomas Andersson, Wahlström & Widstrand, 2004)

### Dramatik
- The Two of Us, fyra enaktspjäser för två skådespelare (1970)

Black and Silver, Mr. Foot, Chinamen och The new Quixote
- Alphabetical Order och Donkeys' Years (1977)
- Clouds (1977)
- The Cherry Orchard översättning av Tjekhovs pjäs (1978)
- Balmoral (1978)
- The Fruits of Enlightenment Översättning av Tolstojs pjäs (1979)
- Liberty Hall (1980)
- Make or Break (1980)
- Noises Off (1982)
  - Rampfeber: en pjäs i tre akter (otryckt översättning av Per Gerhard för Sandrew 1995)
  - Rampfeber (otryckt översättning av Johan Huldt för Stockholms stadsteater 2007)
- Three Sisters Översättning av Tjechovs pjäs
- Number One (1984) översättning av Jean Anouilhs Le Nombril
- Benefactors (1984)
- Wild Honey översättning av Tjechovs pjäs (1984)
- The Seagull översättning av Tjechovs pjäs (1986)
- Uncle Vanya översättning av Tjechovs pjäs (1986)
- Balmoral (1987)
- First and Last (1989)
- Exchange översättning av Yuri Trifonov (1990)
- Look Look (1990)
- Listen to This: Sketches and Monologues (1990)
- Jamie on a Flying Visit; and Birthday (1990)
- Look Look (1990)
- Audience (1991)
- Plays: Two, Methuen (1991), (1994)
- Here (1993)
- La Belle Vivette, en version av Jacques Offenbachs La Belle Hélène (1995)
- Now You Know (1995)
- Alarms and Excursions: More Plays than One (1998)
- Copenhagen (1998)
- Plays: Three, Methuen (2000)
- Democracy (2003)
- Afterlife (2008)
- Matchbox Theatre (2015)

### Övrig utgivning
- The Day of the Dog, artiklar från The Guardian (1962)
- The Book of Fub, artiklar från The Guardian (1963)
- On the Outskirts, artiklar från The Observer (1964)
- At Bay in Gear Street, artiklar från The Observer (1967)
- The Original Michael Frayn, en samling av ovanstående fyra böcker, plus nitton nya artiklar från Observer
- Speak After the Beep: Studies in the Art of Communicating with Inanimate and Semi-animate Objects, artiklar från The Guardian (1995)
- Constructions, filosofi (1974)
- Celia's Secret: An Investigation (amerikansk titel The Copenhagen Papers ), tillsammans med David Burke (2000)
- The Human Touch: Our part in the creation of the universe (2006)
- Stage Directions: Writing on Theatre, 1970-2008 (2008)
- Travels with a Typewriter (2009)

## Priser och utmärkelser
- Hawthornden Prize 1967 för The Russian Interpreter